# Эскадренные миноносцы типа «Лютьенс»
Эскадренные миноносцы типа «Лютьенс» (Тип 103) — тип эскадренных миноносцев УРО, были разработаны в 1960-х годах на основе конструкции американских эсминцев типа  «Чарльз Ф. Адамс».
Тип 103 класса «Лютьенс» был последним эскадренным миноносцем в немецком Военно-морском флоте. Они были заменены новыми фрегатами класса F 124 (Фрегаты типа «Саксония»)

## Конструкция
Эсминцы типа «Лютьенс» мало чем отличались от прототипа Чарльз Ф.Адамс, но с некоторыми модификациями, чтобы удовлетворять требования Военно-морского флота Германии:
- Наиболее любопытным новшеством стали щели в верхней части труб, дававшие отвод дыма и газов в стороны.
- Системы связи согласно немецким стандартам. Класс «Лютьенс» имел больше антенн и мачта устанавливалась на кормовой трубе, большой радар был размещён рядом с трубой.
- Улучшилось место проживания команды.
- Корабль был модернизирован, под новую цифровую систему управления огнём и под улучшенные ракеты для старого ЗРК Tartar SM1.
- Котлы также были преобразованы, чтобы жечь более светлую нефть по логистическим причинам вместо тяжёлой нефти.

Всего по заказу Военно-морского флота Германии было построено три корабля:

## Список эсминцев типа
| Название | Бортовой номер | В составе ВМС | Примечания |
| -------- | -------------- | ------------- | ---------- |
| Lütjens  | D185           | 1969—2003     |            |
| Mölders  | D186           | 1969—2003     |            |
| Rommel   | D187           | 1970—1998     |            |

## Галерея
- Lütjens D185
- Mölders D186
- Rommel D187